# 边巴次仁
边巴次仁（藏語：སྤེན་པ་ཚེ་རིང་，威利转写：spen pa tshe ring，1967年—），自2021年5月27日起任藏人行政中央司政。

## 生平
边巴次仁出生于印度拜拉库比，毕业位于的马德拉斯基督教大学经济学专业。他曾当选第十二、十三届西藏流亡议会议员，并于2006年起连任第十四、十五届西藏流亡议会议长。2016年边巴次仁曾参加2016年西藏司政选举，但最终败给了在任司政洛桑森格。2021年他再度参选，最终击败前流亡政府驻北美代表吾嘎仓·格桑多杰，成为洛桑森格之后的第二位民选司政。